# Diplacina callirrhoe
Diplacina callirrhoe – gatunek ważki z rodziny ważkowatych (Libellulidae).